# 유시마역 (이와테현)
이시코시역(일본어: 油島駅)은 일본 미야기현 도메시에 있는 동일본 여객철도 도호쿠 본선의 역이다. 상대식 승강장 2면 2선의 구조를 지닌 지상역이다.

## 타는 곳
| (역사 쪽) | ■ 도호쿠 본선 | (상행) | 이치노세키 방면      |  |
| (반대 쪽) | ■ 도호쿠 본선 | (하행) | 고고타 · 센다이 방면 |  |

## 역사
- 1954년 7월 1일 : 개업.
- 1987년 4월 1일 : 민영화에 의해, 동일본 여객철도로 이관.

## 인접 정차역
| 도호쿠 본선          | 도호쿠 본선   | 도호쿠 본선                |
| -------------------- | ------------- | -------------------------- |
| 이시코시 센다이 방면 | ■ 도호쿠 본선 | 하나이즈미 이치노세키 방면 |